# Rurauenwald-Indemündung
Koordinaten: 50° 53′ 49″ N, 6° 22′ 12″ O

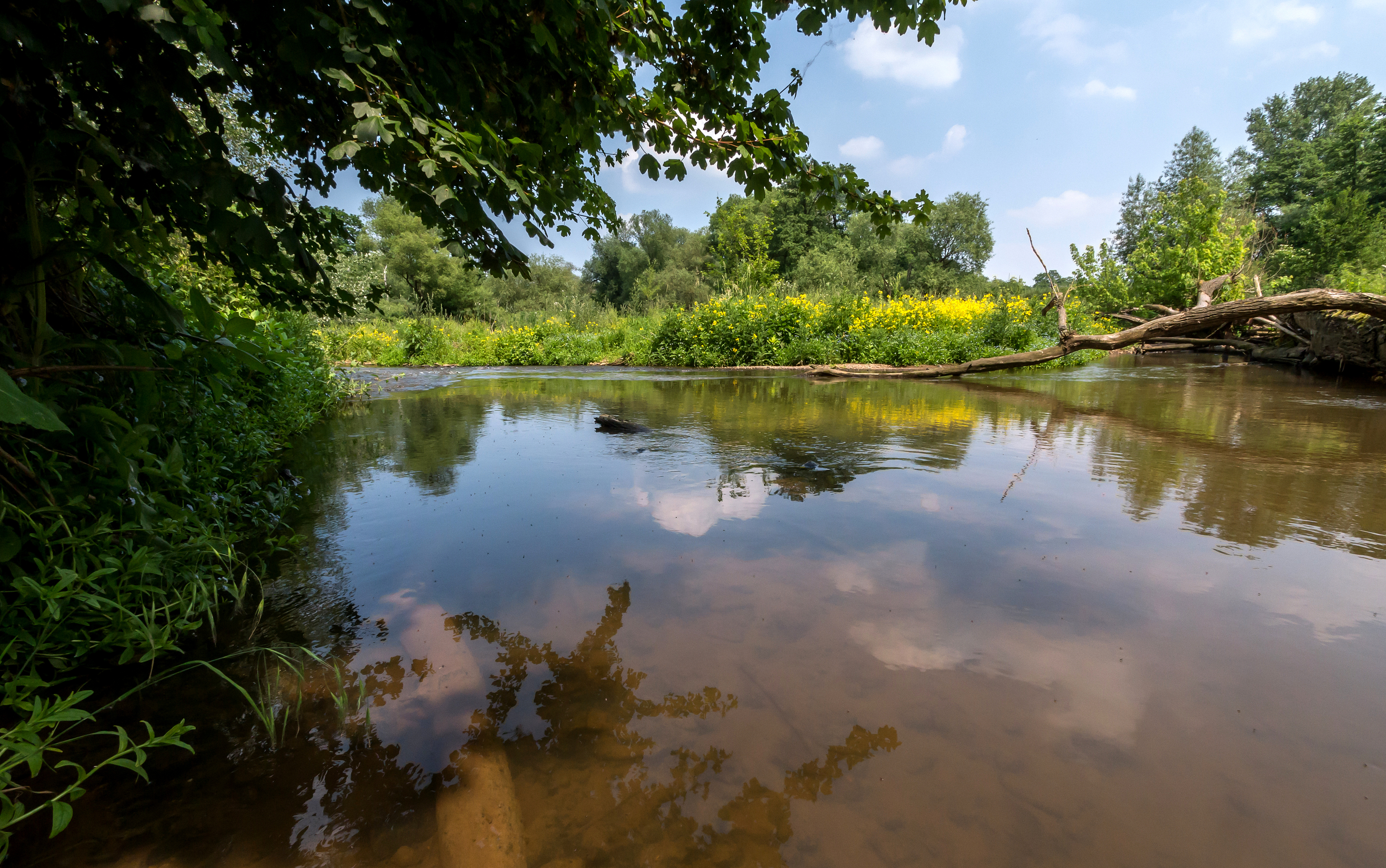
Naturschutzgebiet Rurauenwald-Indemündung (Juni 2017)

Das Naturschutzgebiet Rurauenwald-Indemündung liegt auf dem Gebiet der  Gemeinde Inden und der Stadt Jülich im Kreis Düren in Nordrhein-Westfalen.
Das Gebiet erstreckt sich südlich der Kernstadt von Jülich zwischen Kirchberg im Westen und Altenburg im Südosten entlang der Rur und der Inde. Östlich des Gebietes verläuft die B 56, südlich die Kreisstraße K 43 und westlich die Landesstraße L 241. Am nordwestlichen Rand des Gebietes erstreckt sich das etwa 4,0 ha große Naturschutzgebiet Pellini-Weiher.

## Bedeutung
Das etwa 87,7 ha große Gebiet wurde im Jahr 1974 unter der Schlüsselnummer DN-004 unter Naturschutz gestellt. Schutzziele sind der Erhalt und die Optimierung einer reich strukturierten Flussaue, mit zahlreichen auch FFH-relevanten naturnahen Lebensräumen und Biotopstrukturen.